# Genubat
Genubat (ur. przed 970 p.n.e.) – syn Hadada, potomek królów Edomu.
Urodził się w Egipcie, gdzie jego ojciec schronił się po tym jak Dawid, król Izraela, zajął Edom.
Był siostrzeńcem egipskiej królowej Tachpnes. Wychowywał się na jej dworze wraz z synami faraona.